# Jigme Khesar Namgyal Wangchuck
Jigme Khesar Namgyal Wangchuck (21 de febrer de 1980) és el fill de Jigme Singye Wangchuck i l'actual Druk Gyalpo (Rei Drac), sobirà de Bhutan. Ascendí al tron el 14 de desembre de 2006 després de l'abdicació del seu pare.